# Gustav & Linse på udebane
Gustav & Linse på udebane er et dansk realityshow med Gustav Salinas og Linse Kessler, der rejser rundt i Danmark og verden, hvor de bliver udfordret med uvante situationer og miljøer.
Programmet havde premiere 20. august 2012 og der blev lavet i alt 14 episoder. Hver episode foregår i et bestemt område i Danmark eller i udlandet. I hvert program bliver det stillet overfor nogle udfordringer, der har med stedet at gøre. Således besøger de bl.a. en sildefest på Bornholm, lever som middelaldermennesker på Middelaldercentret ved Nykøbing Falster, fange tyrekalve på en bondegård i Vendsyssel, karate og tango. De besøger både destinationer i Danmark og lande i Europa samt fjernere destinationer som Japan, Vietnam, Argentina og Ghana.

## Programmer
| Episode | Sted                                    | Sendt først gang | Udfordringer                                                                                             |
| 1       | Tokyo, Japan                            | 20. august       | Karate, karaoke, elektroakupunktur                                                                       |
| 2       | Vendsyssel                              | 27. august       | Wrestling med Asbjørn Riis, fiskeri                                                                      |
| 3       | Middelaldercentret ved Nykøbing Falster | 3. september     | Leve som middelaldermennesker uden makeup, træde blide op og sove i middelalderhus. Biavl, hjemsøgt slot |
| 4       | Accra, Ghana                            | 10. september    | Sælge smykker på stranden, lokal mad, fotosafari                                                         |
| 5       | Bornholm                                | 17. september    | Sildefest i Hasle, skal synge "Bornholm, Bornholm, Bornholm" iført nationaldragt                         |
| 6       | Sønderjylland                           | 24. september    | Bartender i Rødekro, byfest i Fårhus og ringridning                                                      |
| 7       | Sverige                                 | 1. oktober       | Fangst og tilberedning af krebs med efterfølgende krebsegilde og IKEA                                    |
| 8       | Skotland                                | 8. oktober       | Haggis, Highland games, kilt                                                                             |
| 9       | Vendsyssel                              | 15. oktober      | Opgaver på en bondegård, camping, banko, kaffe hos Sussi og Leo                                          |
| 10      | Finland                                 | 22. oktober      | VM i luftguitar, sauna                                                                                   |
| 11      | Argentina                               | 29. oktober      | Tango, cowboy, hundeluftning, set argentinsk fodbold                                                     |
| 12      | Vietnam                                 | 5. november      | Kaotisk trafik i Saigon, døde-ceremoni                                                                   |
| 13      | Fyn                                     | 12. november     | Fynsk bikerbande, fynsk rap og opgave som tjener                                                         |
| 14      | Italien                                 | 19. oktober      | Vinhøst og udvinding af druesaft ved at træde rundt i det, gladiatorkamp, skrifte                        |